# Mark Randall
Mark Leonard Randall (født 28. september 1989 i Milton Keynes, England) er en engelsk fodboldspiller, som spiller som midtbanespiller for Crawley Town.

## Klubkarriere
Randall har tidligere spillet i Arsenal. Han fik sin førsteholdsdebut den 24. oktober 2006 i en Carling Cup-kamp mod West Bromwich Albion. Under udlejningen til Burnley spillede han 10 førsteholdskampe, mens det blev til 18 kampe hos MK Dons.

## Landshold
Randall har spillet flere kampe for de engelske ungdomslandshold, som han har repræsenteret på både U-17 og U-18-niveau.